# Europäische Patentanmeldung
Eine Europäische Patentanmeldung ist eine Patentanmeldung unter den Bestimmungen des Europäischen Patentübereinkommens („EPÜ“). Sie kann für eine vom Anmelder wählbare Vielzahl von Ländern Europas zu einem Patent führen. Im Jargon wird sie manchmal nur „EP-Anmeldung“ oder, wenn sie aus einer PCT-Anmeldung hervorgegangen ist, „Euro-PCT-Anmeldung“ genannt.

## Rechtsgrundlage
Die Rechtsgrundlage im engeren Sinne für eine europäische Patentanmeldung ist das Europäische Patentübereinkommen, das von der Europäischen Patentorganisation administriert wird.
Da eine EP-Anmeldung aber auch wesentlich darauf aufbaut, dass sie in wählbaren Ländern Europas wirksame Patente erzeugt, sind die in diesen Ländern jeweils angelegten Schnittstellen für aus EP-Anmeldungen hervorgegangene Patente jedenfalls als Rechtsgrundlage im weiteren Sinne anzusehen. Im bundesdeutschen Recht handelt es sich um Artikel II des Gesetzes über Internationale Patentübereinkommen (IntPatÜG). Im Hinblick auf das aus einer EP-Anmeldung heraus erzeugbare EU-Patent ist auch die EU-Verordnung 1257/2012 relevant.

## Abgrenzung
Eine europäische Patentanmeldung darf nicht mit folgenden Rechtspositionen verwechselt werden:
- Eine Patentanmeldung ist noch kein Patent. Erst wenn eine Patentanmeldung die formalen und inhaltlichen Voraussetzungen der Patentierbarkeit erfüllt, kann auf sie ein Patent erteilt werden. Die Wirkungen einer Patentanmeldung gegen Dritte sind anders und in aller Regel deutlich schwächer als die eines Patents. Insbesondere kann nur aus einem Patent, nicht dagegen aus einer Patentanmeldung heraus Unterlassung verlangt werden.

- Nationale Patentanmeldungen, z. B. eine deutsche Patentanmeldung („DE-Anmeldung“), sind Patentanmeldungen, die für ein einziges Land unter den Gesetzen dieses Landes bearbeitet werden und Wirkung entfalten.
- Eine internationale Patentanmeldung („PCT-Anmeldung“) ist ein einheitliches Anmeldeverfahren, das anfänglich für viele Länder einheitlich geführt wird, zuletzt aber in eine oder mehrere nationale oder regionale Patentanmeldungen zerfällt, die dann einzeln weiterverfolgt werden müssen. Auch eine EP-Anmeldung kann aus einer PCT-Anmeldung hervorgehen.

## Eigenschaften
- Eine europäische Patentanmeldung führt zu einem einheitlichen Anmelde- und Prüfungsverfahren, das der Anmelder für eine von ihm wählbare Vielfalt von Mitgliedsstaaten des EPÜ betreiben kann und aus dem heraus der Anmelder für eine von ihm wählbaren Vielzahl von Ländern Europas und Umgebung Patente erzeugen kann.
- Wählbare Länder: Die Europäische Patentorganisation EPO ist nicht eine Einrichtung der Europäischen Union EU, sondern eine zwischenstaatliche Organisation unabhängig von („neben“) der EU. Die Mengen der Mitgliedsländer von einerseits EPO und anderseits EU sind unterschiedlich und inkompatibel. Die für EP-Anmeldungen zuständige EPO hat insbesondere im Osten und Südosten Europas mehr Mitgliedsländer als die EU, darunter die Türkei. Auch die Schweiz gehört der EPO an. Es gibt verschiedene Mechanismen, wie Länder aus einer EP-Anmeldung heraus mit einem Patent belegt werden können, siehe bei Länderauswahl.
- Zuständiges Amt: Formal und inhaltlich zuständig für die Bearbeitung einer EP-Anmeldung ist das Europäische Patentamt („EPA“) mit Hauptsitz in München und Zweigstellen in Berlin, Rijswijk und Wien.
- Sprache und Übersetzungen: Die EP-Anmeldung kann in vielerlei Sprachen eingereicht werden. Das Prüfungsverfahren muss aber in einer der Amtssprachen deutsch, französisch oder englisch geführt werden. Ggf. ist also nach der Anmeldung eine Übersetzung einzureichen. Wenn ein Patent zur Erteilung kommt, müssen die gewährbaren Patentansprüche in die zwei anderen Amtssprachen des EPA, in denen das Erteilungsverfahren nicht geführt wurde, übersetzt werden.
- Eine europäische Patentanmeldung ist ein Immaterialgut und als solches Vermögensgegenstand. Sie hat einen oder mehrere Eigentümer, üblicherweise „Anmelder“ genannt, und kann auf einen oder mehrere andere Anmelder übertragen werden.
- Aus einer EP-Anmeldung heraus kann der Anmelder von anderen nicht Unterlassung verlangen. Fallabhängig können ihm aber nach Patenterteilung gewisse Entschädigungsansprüche für die Nutzung der patentierten Lehre auch während der Anhängigkeit der Anmeldung zustehen.

## Verfahrensgang
Eine europäische Patentanmeldung muss beim Europäischen Patentamt schriftlich oder äquivalent elektronisch und auch sonst formgerecht eingereicht werden. Dies kann als direkte Neuanmeldung („EP-Anmeldung“) geschehen oder als Fortsetzung einer PCT-Anmeldung („Euro-PCT-Anmeldung“).
Das Prioritätsrecht gilt auch für EP-Anmeldungen. Sie können Prioritäten nehmen und geben.
Der Rechercheantrag muss für eine EP-Anmeldung gleich mit ihrer Einreichung gestellt werden. Der Anmelder erhält dafür ein Rechercheergebnis, den sog. „Europäischen Recherchebericht“, der auch schon eine Prüfermeinung zur Patentwürdigkeit dessen, was beansprucht wird, enthält.
Der Prüfungsantrag für die materiellrechtliche Prüfung der Anmeldung kann für eine EP-Anmeldung gleich bei Anmeldung oder – verfahrensabhängig – eine gewisse Zeit danach, insbesondere in Reaktion auf das Rechercheergebnis, gestellt werden.
In Reaktion auf den Prüfungsantrag beginnt das Prüfungsverfahren im engeren Sinn, indem ein schriftlicher Austausch zwischen Amt und Anemder zur Formulierung des beantragten Patents und Diskussion der Patentwürdigkeit der dadurch beanspruchten Erfindung beginnt, der früher oder später mit dem Patenterteilungsbeschluss oder einem Zurückweisungsbeschluss des EPA endet. Hierbei werden insbesondere die Kriterien Klarheit, Offenbarung von Änderungen der Anmeldung, Einheitlichkeit, Neuheit und erfinderische Tätigkeit diskutiert. Im Verlauf des Prüfungsverfahrens kann es auch zu einer mündlichen Verhandlung kommen.
Wenn alle Beanstandungen ausgeräumt werden können teilt das EPA dem Anmelder seine Erteilungswilligkeit und die Unterlagen, auf denen sie beruht, mit und fordert den Anmelder zur Gebührenzahlung sowie zur Einreichung von Übersetzungen der Patentansprüche in die zwei Amtssprachen, in denen das Prüfungsverfahren nicht geführt worden ist, auf. Wenn die Übersetzungen und die Gebühren fristgerecht eingehen, wird die Patenterteilung förmlich beschlossen.
In diesem Endstadium hat der Anmelder auch die zur Validierung ggf. nötigen Maßnahmen an den jeweils zuständigen nationalen Patentämtern zu treffen.
Andere („Dritte“) können über sog. „Eingaben Dritter“ ihre Auffassung zur Qualität der EP-Anmeldung dem Amt mitteilen. Förmlich Einspruch einlegen können sie aber erst nach Patenterteilung.

## Länderauswahl
Es gibt derzeit drei und zukünftig womöglich vier Mechanismen, um Länder auszuwählen, in denen aus der europäischen Patentanmeldung heraus ein Patent entstehen soll. Regelmäßig werden bisher aber trotz der Vielzahl der Wahlmöglichkeiten aus einer EP-Anmeldung heraus nur wenige Länder Europas mit einem Patent belegt, manchmal nur zwei oder drei, dann aber oft die größeren, z. B. Deutschland, Frankreich, Großbritannien.
Die Wahlmöglichkeiten sind:

### Mitgliedsstaaten des EPÜ
A priori zerfällt die EP-Anmeldung bei der Patenterteilung in ein vom Anmelder wählbares Bündel nationaler Patente in den Mitgliedsländern des EPÜ. Diese Länder haben jeweils eigene, individuelle Regelungen gesetzt, welche Formalia zu erfüllen sind, damit in ihnen aus der EP-Anmeldung heraus tatsächlich ein Patent entsteht. Die Erfordernisse können unaufwändig einfach sein (etwa für Deutschland nur Zahlung der fälligen Jahresgebühren) oder aufwändig mit nationaler Vertreterbestellung, Übersetzungserfordernissen und Gebührenpflichten.

### Erstreckungsstaaten
Durch Gebührenzahlung während des Prüfungsverfahrens kann die Wirksamkeit der anhängigen Anmeldung und des womöglich entstehenden Patents auf die Erstreckungsstaaten Bosnien-Herzegowina und Montenegro, die nicht Mitgliedsländer des EPÜ sind, erstreckt werden.

### Validierungsstaaten
Durch Gebührenzahlung während des Prüfungsverfahrens kann das womöglich entstehende Patent in den Validierungsstaaten Algerien, Tunesien, Moldawien und Kambodscha, die nicht Mitgliedsländer des EPÜ sind, validiert werden.

### Länder der EU
Wenn eines Tages das Regelwerk um das EU-Patent in Kraft ist, wird außerdem aus einer EP-Anmeldung heraus die Möglichkeit des Hineinoptierens („Opt in“) in ein EU-Patent, also EU-weite Patentwirkung gegeben sein. Der Anmelder kann bestimmen, dass er aus der EP-Anmeldung heraus ein in der gesamte Europäischen Union einheitlich geltendes Patent, ds sog. „EU-Patent“ erhalten möchte. Dieses Hineinoptieren muss in der Erteilungsphase der EP-Anmeldung geschehen. Es existieren dann Übersetzungserfordernisse für die Patentansprüche und besondere Jahresgebühren-Zahlungsverpflichtungen. Zur Vermeidung von Doppelschutz aus EU-Patent und einem für einen EU-Staat aus der EP-Anmeldung validierten nationalen Patenten fordert die das Hineinoptieren in ein EU-Patent eröffnende EU-Verordnung 1257/2012 in Art. 4(2) von den Mitgliedsstaaten auch, dass sie gesetzliche Bestimmungen dahingehend treffen, dass in ihrem jeweiligen Land ein herkömmlich aus einer EP-Anmeldung wie oben beschrieben validiertes Patent kraftlos wird, wenn aus einer EP-Anmeldung in ein EU-Patent hineinoptiert wird.

## Kosten
Für eine EP-Anmeldung müssen amtliche Kosten bezahlt werden. Wenn ein Vertreter beauftragt ist, etwa ein Patentanwalt, sind auch dessen Kosten zu bezahlen.
Die amtlichen Kosten einer EP-Anmeldung umfassen anfänglich die Anmeldegebühr und die Recherchegebühr (zusammen ca. 1.400 € – Stand April 2019), womöglich eine Gebühr, wenn es sich um eine Teilanmeldung handelt, im weiteren Verlauf die Benennungsgebühr und die Prüfungsgebühr (zusammen ca. 2.200 € – Stand April 2019) und schließlich die Erteilungsgebühr (925 € – Stand April 2019). Volumenabhängige Gebühren, die dem Betrag nach nicht gering sein können, können dazukommen. Ab Anfang des dritten Jahres sind auch Jahresgebühren zu zahlen (470 € für das dritte Jahr, danach steigend – Stand April 2018).
Die Kosten des womöglich beauftragten Vertreters hängen von den Absprachen zwischen Auftraggeber und Vertreter ab.

## Web services
Über den vom EPA gepflegten Dienst „Espacenet“ ist eine EP-Anmeldung ab ihrer Veröffentlichung auch im Kontext ihrer Patentfamilie und anderer Veröffentlichungen abrufbar. Hier ist auch ein Computerübersetzungs-Tool für veröffentlichte Patentanmeldungen zugänglich.
Über das Register des EPA können für veröffentlichte EP-Anmeldungen alle veröffentlichten Akteninhalte zeitnah nach ihrem Eingang beim Amt abgerufen werden.
Die verschiedenen relevanten Rechtsquellen für eine EP-Anmeldung (EPÜ, Ausführungsordnung dazu, Gebührenordnung, Prüfungsrichtlinien, …) sind über die Web site der EPO zugänglich. Man findet dort auch eine Darstellung der Erfordernisse in den einzelnen Ländern nach Erteilung der EP-Anmeldung.

## Empirische Aussagen
- Die amtlichen Gebühren einer EP-Anmeldung sind vergleichsweise hoch. Dafür fallen Übersetzungskosten nur in geringerem Umfang an.
- Zur Beschleunigung des Prüfungsverfahrens nimmt das EPA am sog. „Patent Prosecution Highway“-Programm teil.
- Das Offenbarungserfordernis für die Zulässigkeit von Änderungen von EP-Anmeldungen während des Prüfungsverfahrens wird streng angewendet.